# エモリー・ダグラス
エモリー・ダグラス（英: Emory Douglas、1943年5月24日 - ）は、アメリカのグラフィックアーティストで、1960年代から70年代にかけて展開されたアメリカの公民権運動で、ブラックパンサー党の「革命画家」、「文化相」として人種差別被害者の勇姿や権力者の蛮行を描いた。
彼の絵はブラックパンサー党の機関紙「ザ・ブラックパンサー」や、カリフォルニア州オークランドの党の活動拠点に貼られたチラシポスターに使われた。

## 来歴
ダグラスはミシガン州グランドラピッズで生まれ、8歳のときにカリフォルニア州サンフランシスコに引っ越した。13歳の時に逮捕されカリフォルニア州オンタリオ州の青少年訓練学校で15か月の入所を言い渡され、そこで偶然デザインと出会った。施設では、少年矯正施設の印刷所で働き、タイポグラフィー・レイアウト・イラストレーションの速習コースを受けた。
出所後、サンフランシスコ・シティカレッジでグラフィックデザインを学んだが学校は学生抗議運動の真っ只中で、自身も運動に身を投じることとなる。
1967年に設立されたばかりのブラックパンサー党に入党し、機関紙「ザ・ブラックパンサー」の創刊号のデザインを買って出て、同紙が1980年に廃刊になるまでそのデザインを手がけた。
2007年にロサンゼルス現代美術館、2009年にニューヨークのニューミュージアムが回顧展を行った。

## 作風
ダグラスが描いたグラフィックはしばしば非常に生々しく、アフリカ系アメリカ人に対する制度化された虐待を終わらせるための革命を起こすことを期待して、黒人の抵抗を促進し、力を与えることを意図していた。
また、ブラックパンサー党の機関紙「ザ・ブラックパンサー」、ポストカード、イベントのフライヤー、ポスターなどに継続して使用され続けたことによって、ブラックパンサー党の重要なビジュアルアイデンティティの重要な要素となり、賢い政治的ブランディングの模範としてその後のブランディングに大きく影響を与えた。